# The Second City

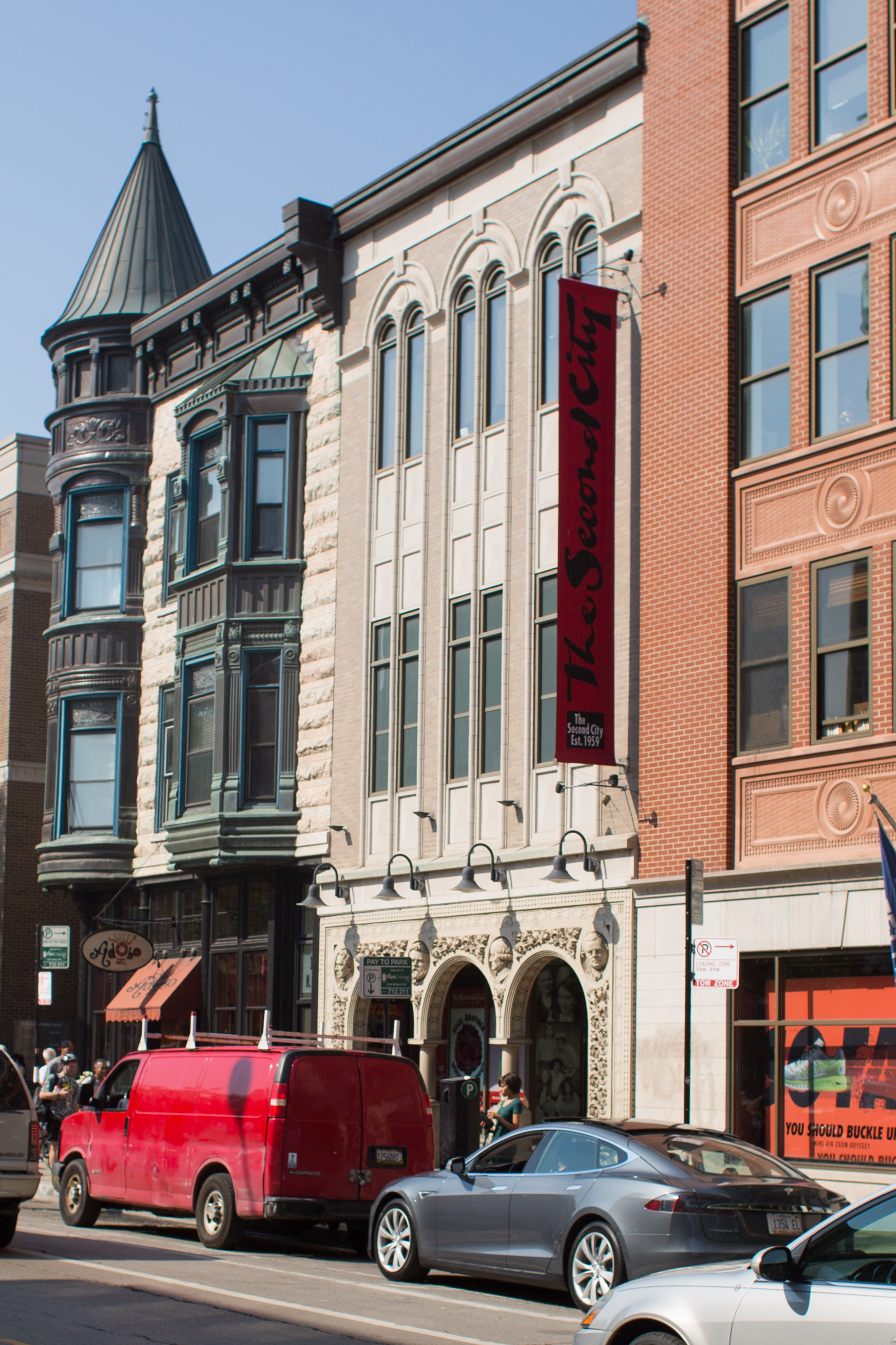
The Second City i Chicago.

The Second City är en amerikansk improvisationsteater grundad 1959 i Chicago. Teatern har utbildat och varit en språngbräda för komiker som senare gått vidare till sketchprogrammet Saturday Night Live, filmer och TV-serier. Bland dess mest kända tidigare medlemmar finns Bill Murray, John Belushi, Tina Fey, Stephen Colbert, Steve Carell och Amy Poehler.
The Second City grundades av Paul Sills, Bernie Sahlins och Howard Alk. De var inspirerade av Sills mor teaterpedagogen Viola SpolinI som utvecklat tekniker för improvisationsteater. The Second City har även teatrar i Toronto och New York samt turnerande ensembler samtidigt som den utbildar nya skådespelare och komiker. Tidigare har det även funnits teatrar i Hollywood och Detroit.
The Second City har även producerat TV i USA och Kanada, bland annat SCTV och Next Comedy Legend.